# Margarido de Brindisi

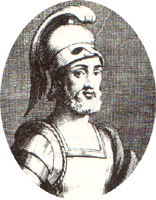
Imagem de Margarido de Brindisi que foi o ultimo grande almirante dos almirantes.

Margarido de Brindisi, (em italiano:  Margaritone; em grego: Μαργαριτώνη; romaniz.: Megareites/Margaritoni - ; c. 1149–1197 (48 anos)), também chamado de Margarito, dito "Novo Netuno", foi o último grande almirante dos almirantes (ammiratus ammiratorum; grande almirante) do Reino da Sicília. Seguindo os passos de Cristódulo, Jorge de Antioquia e Mário de Bari, Margarido liderou as frotas do reino durante os reinados de Guilherme II (r. 1166–1189) e Tancredo (r. 1189–1194). Ele provavelmente iniciou sua carreira como um pirata grego e gradualmente ascendeu à posição de corsário antes de se tornar o almirante da marinha. Em 1185, ele se tornou o primeiro conde palatino de Cefalônia e Zacinto. Em 1192, ele se tornou o primeiro conde de Malta. Ele também tinha os títulos de príncipe de Taranto e duque de Dirráquio.

## História
Margarito aparece pela primeira vez como líder de uma frota juntamente com Tancredo, que era então apenas o conde de Lecce, que tomou Cefalônia e as ilhas Jônicas em 1185 e que atormentou Isaac Comneno de Chipre, capturando diversos de seus navios e levando-os para a Sicília. No outono de 1187, o rei Guilherme enviou-o com um frota para a Terra Santa, onde, em 2 de outubro, Saladino havia capturado Jerusalém. Margarido, com sessenta naus e duzentos cavaleiros, patrulhou a costa palestina constantemente, impedindo que Saladino tomasse quaisquer dos vitais portos do Reino de Jerusalém. Em julho de 1188, ele chegou à Trípoli e forçou o sultão a levantar o cerco à Fortaleza dos Cavaleiros. Ações similares foram realizadas em Marcabe, Lataquia e Tiro no ano seguinte. Em 11 de novembro de 1189, Guilherme morreu e sua frota retornou para Sicília. Em 4 de outubro do ano seguinte, Margarido, o estratego Jordano de Pin e muitos outros nobres de Messina foram forçados a fugir quando Ricardo Coração de Leão, rei da Inglaterra, saqueou e incendiou a cidade. A partir daí, Margarido não mais participou da Terceira Cruzada.
Margarido era um feroz aliado de Tancredo contra o rei da Alemanha Henrique VI e, por isso, Tancredo o fez primeiro conde de Malta em 1192. Henrique cercou Nápoles em 1191 e Margarido correu para defender a cidade, atacando a marinha de Pisa e quase destruindo o atrasado contingente genovês, o que permitiu que o porto da cidade permanecesse aberto. A guerra pelo reino, porém, não acabara. Henrique enviou uma segunda - mais poderosa - frota, composta majoritariamente de pisanos e genoveses, sob o comando de Marcovaldo de Anweiler. A frota contava ainda com cinquenta galés de Ricardo Coração de Leão, que foi forçado a cooperar em troca de sua libertação de uma prisão germânica. A força desembarcou na baía de Nápoles em 25 de agosto de 1194 e a cidade se rendeu. Em seguida, em 20 de novembro, Palermo também se entregou, mesmo com a defesa de Margarito na cidadela. Ele e diversos outros nobres, incluindo Nicolau, o filho de Mateus de Ajello, a viúva de Tancredo, Sibila de Acerra, e o fugaz sucessor dele, Guilherme III, estavam presentes na coroação dos invasores no Natal. Porém, quatro dias depois, eles foram todos presos, acusados de conspiração e enviados para a Alemanha. Margarido morreu lá em 1197.

## Família
Margarido se casou com Marina, a filha ilegítima de Rogério II da Sicília e teve dois filhos conhecidos:
- Uma filha, cujo marido herdou o Condado palatino de Cefalónia e Zacinto.
- Possivelmente outra filha em Corfu, cujo marido, Leão Vetrano, foi o governante de 1199 até a sua execução pelos venezianos em 1206.